# Arturo Gutiérrez-Zamora Tejeda
Arturo Gutiérrez Zamora Tejeda (Veracruz,  México, 1 de diciembre de 1917 - México, D. F., México, 17 de junio de 2006) fue un destacado banquero y hombre de negocios mexicano; ideólogo del sector bancario y fundador de numerosos organismos patronales de México. Fue Consejero Fundador de varios organismos bancarios y empresariales. 
Estudió Alta Dirección Empresarial y Administración Bancaria en el IPADE. Contrajo matrimonio en 1945 Con quien tuvo dos hijas y cuatro nietos. Descendía de una familia adinerada. Su carrera profesional empezó en el departamento de publicidad del Banco del Descuento en el cual llegó a ocupar el puesto de director general.
Fue miembro honorario y fundador de la Asociación de Bancos de México, junto con otros pioneros de la banca Mexicana. En 1970 fue nombrado Presidente del Club de Banqueros de México. Ayudó a fundar el Consejo Mexicano de Hombres de Negocios, así como el Club de Industriales.  Gutiérrez Zamora fue también presidente del Consejo de administración del Banco Comercial Mexicano.
En 1980 se retiró y vendió su participación en el Banco Comercial Mexicano. Librando así la estatización de la banca en México en 1982. Tras la re-privatización de la banca mexicana, fue consejero de los organismos que ayudó a fundar y del Banco Comermex. Hasta al momento de su muerte Gutiérrez Zamora formaba parte del Consejo de administración de empresas como Celulosa de Chihuahua, Altos Hornos de México (AHMSA), Grupo BAL, y ACCEL. Su salud se deterioró por lo que se retiró de la vida pública en 1999, viviendo entre México, D. F., Houston y San Diego (Estados Unidos).